# Мишчевич, Вера
Вера Мишчевич (серб. Вера Мишчевић / Vera Miščević; 7 апреля 1925, Белегиш — 10 октября 1944, Звечка) — югославская медсестра, участница Народно-освободительной войны и Народный герой Югославии.

## Биография
Родилась 7 апреля 1925 в деревне Белениш, родом из богатой крестьянской семьи. До войны окончила начальную школу и занималась семейным хозяйством. В 1942 году, в разгар войны, она вступила в Союз коммунистической молодёжи Югославии. После расстрела её отца Шпиро девушка вступила в Сремский партизанский отряд (во Фрушкогорский батальон).
В селе Сремски-Михалевцы Вера прошла курсы военных врачей, по окончании которых была направлена в 3-ю воеводинскую ударную бригаду, работая врачом в 7-й роте. Позднее она стала санитарным офицером 3-го батальона. В первой половине 1943 года Мишчевич была принята в КПЮ. В боях проявляла удивительную храбрость, неоднократно спасая раненых.
Вера прославилась в боях за Восточную Боснию. Так, в начале 1944 года при Челице бойцы её батальона отступали под натиском противника, и Вера сама повела солдат в контратаку: это помогло отразить немецкое наступление. В другом случае во время боёв за Власеницу её батальон был атакован немецкими танковыми частями и обстрелян артиллерией. После отступления солдат на поле боя остался лежать тяжело раненный партизан, которого никто не решался унести. Вера сама под шквальным огнём неприятеля отнесла раненого товарища и спасла тем самым ему жизнь. В третьем случае во время битвы при Бунарице на дороге Зворник-Тузла её батальон снова столкнулся с превосходящими силами противника, которые не позволяли эвакуировать раненых, обстреливая из винтовок и пулемётов поле боя. Вера ползком пробралась по земле и сумела вытащить из-под шквального огня четырнадцать рядовых солдат и двух пулемётчиков.
В конце 1944 года бригада Веры вступила в состав 12-го воеводинского корпуса, который освобождал Западную Сербию и Белград. В ночь с 10 на 11 октября 1944 2-й и 3-й батальоны 3-й воеводинской бригады на пути Шабац-Обреновац близ села Звечка вели затяжные бои. Когда немцы бросили в бой танки против 3-го батальона, солдаты югославской армии начали отступать в панике. Во время отступления Вера заметила двух лежавших на поле боя бойцов НОАЮ и бросилась им на помощь. В этот же момент рядом разорвался танковый снаряд, от взрыва которого  Вера погибла на месте.
Вера Мишчевич была похоронена на Кладбище освободителей Белграда. 27 ноября 1953 ей было посмертно присвоено звание Народного героя Югославии. В память о медсестре школа в её родной деревне получила имя Веры Мишчевич, а в 1974 году перед школой был установлен памятник.